# NGC 7399
NGC 7399 је лентикуларна галаксија у сазвежђу Водолија која се налази на NGC листи објеката дубоког неба.
Деклинација објекта је - 9° 16' 3" а ректасцензија 22h 52m 39,3s. Привидна величина (магнитуда) објекта NGC 7399 износи 13,7 а фотографска магнитуда 14,6. NGC 7399 је још познат и под ознакама MCG -2-58-6, PGC 69902.